# Arahata Kanson

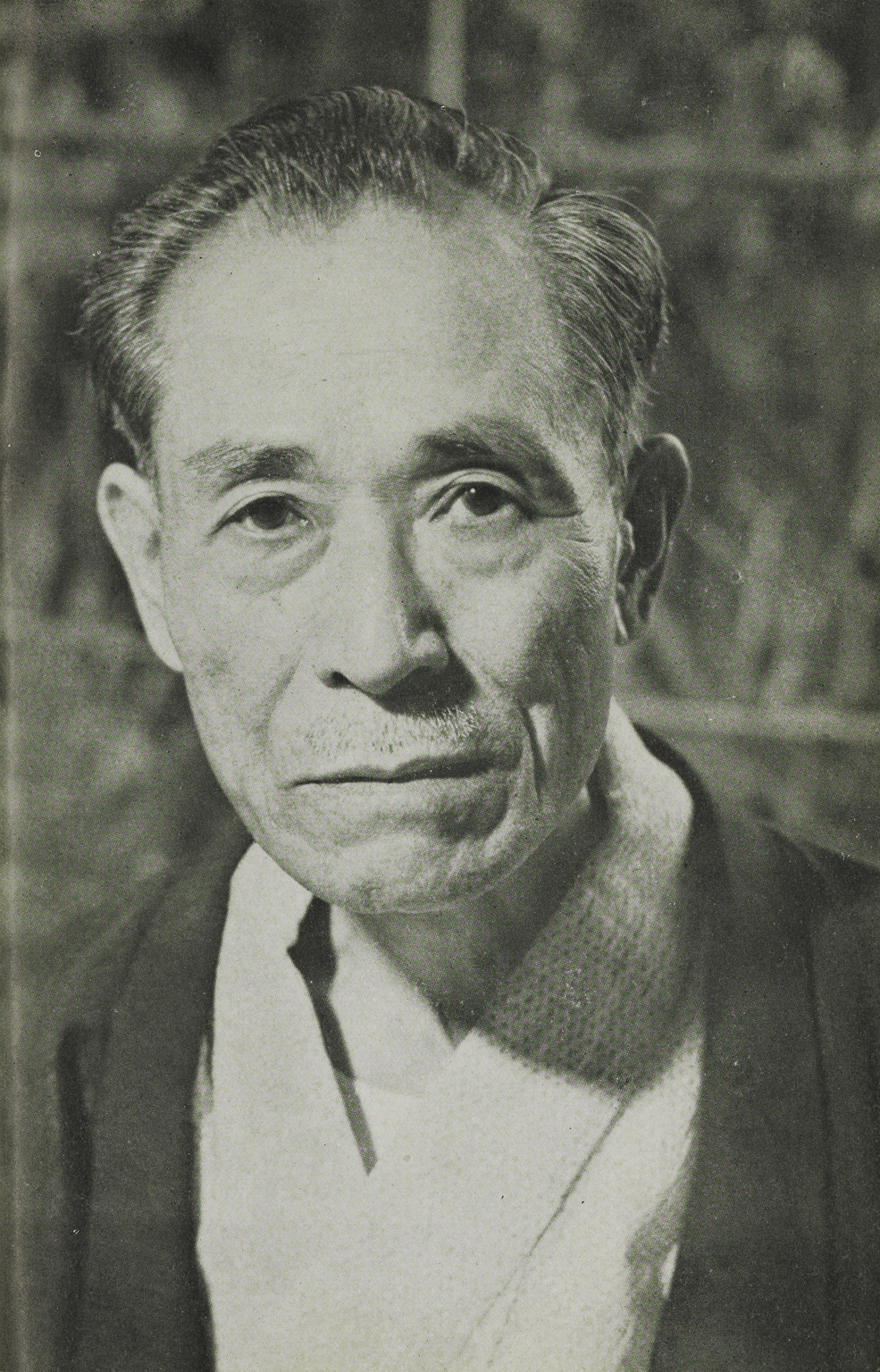
Arahata Kanson

Arahata Kanson (japanisch 荒畑 寒村, eigentlicher Vorname Katsuzō (勝三); geboren 14. August 1887 in Yokohama (Präfektur Kanagawa); gestorben 6. März 1981 in Tōkyō) war ein japanischer Sozialist.

## Leben und Wirken
Arahata Kanson, der nur Grundschulbildung besaß, begann 1903 eine Ausbildung im Yokosuka Marine Arsenal. Die Erfahrungen, die er dort bei seiner Arbeit machte und die Antikriegs-Blätter von Kōtoku Shūsui, Sakai Toshihiko und anderen überzeugten ihn vom Sozialismus. 1904 trat er der sozialistischen Vereinigung „Heiminsha“ (平民社) bei, gründete in Yokohama einen Zweig der Vereinigung und schrieb für sozialistische Blätter. Seine Publikation „Dorf Yanaka, die Geschichte seines Untergangs“ (谷中村滅亡史, Yanakamura metsubō-shi), in der er über die durch das Ashio-Kupferbergwerk verursachte Umweltzerstörung berichtete, gilt als Meisterleitung des Journalismus.
1908 kam Arahata, zu der Zeit liiert mit linksradikalen Kanno Sugako, im Rahmen des „Akahata-Zwischenfalls“ ins Gefängnis. 1918 organisierte er eine Forschungsgruppe zur Geschichte der Arbeiterbewegung. Ab 1922 publizierte er mit Yamakawa Hitoshi das linksorientierte Magazin „Zen’ei“ (前衛) – „Vorhut“ und beteiligte sich 1922 an der Gründung der Kommunistischen Partei Japans. Er verließ die Partei 1927, schloss sich der Kōnō-Richtung (工農派) – „Techniker und Landwirte“ – an und half bei der Publikation der Parteizeitschrift „Rōnō“ (労農) – „Arbeiter und Landwirte“. Im Zusammenhang mit dem „Volksfront-Zwischenfall“ 1937 kam Arahata ins Gefängnis, aus dem er erst nach zwei Jahren entlassen wurde.
Nach Ende des Pazifikkriegs 1945 wurde er Vorsitzender der Gewerkschaft der Metallarbeiter im Kantō-Gebiet (関東金属労働組合, Kantō kinzoku rōdō kumiai). Er unterstützte auch die Gründung der „Sozialistischen Partei Japans“ (日本社会党), für die er bei den Parlamentswahlen 1946 und 1947 als Vertreter des linken Flügels ins Unterhaus kam. Ideologische Meinungsverschiedenheiten brachten ihn dazu, 1948 die Partei zu verlassen. 1951 zog er sich aus allen politischen Beschäftigungen zurück.
Seine literarische Tätigkeit umfasste Essays, Übersetzungen, Erzählungen und historische Studien. Sein wichtigstes Werk ist seine Autobiographie (寒村自伝, Kanson jiden), die im Jahr 1948 erschienen ist, für die er 1960 den Mainichi-Kulturpreis erhielt, und die er 1965 überarbeitete. 1974 wurde er mit dem Asahi-Preis ausgezeichnet.